# Paris expérimental
Les éditions Paris expérimental, association loi de 1901, ont été fondées le 15 novembre 1983 à Paris par Giovanna Puggioni, Christian Lebrat et Prosper Hillairet avec comme objectif la publication d'ouvrages de références sur le cinéma d’avant-garde et expérimental. Paris Expérimental a aussi organisé de nombreux événements et coédité des coffrets VHS puis DVD avec les éditions vidéo Re:Voir Vidéo et le distributeur Light Cone. Paris expérimental est présidé par Christian Lebrat.

## Historique
Giovanna Puggioni et Christian Lebrat, cinéastes et Prosper Hillairet, historien du cinéma, étaient tous les trois affiliés la Paris Films Coop dans les années 1970, une coopérative de réalisateurs expérimentaux fondée en 1974. C'est ici que Christian Lebrat a fait ses premières armes dans le monde de l'édition avec la revue Melba (1976-1979).
Le cinéma expérimental est alors un sujet encore marginal, représenté uniquement dans quelques rares événements comme le festival d’Hyères, mais encore largement ignoré par le monde institutionnel en France. L'ambition affichée par Christian Lebrat pour la création des éditions Paris expérimental est premièrement de combler un manque de publications sur le cinéma expérimental en France dans les années 1970-1980 et deuxièmement de partager son enthousiasme pour cette forme de cinéma et certains de ses artistes.
Paris expérimental a été en premier lieu fondé dans le but de mettre en place la rétrospective « Paris vu par le cinéma d'avant-garde (1923-1983) », conçue à l'initiative de Christian Lebrat, Prosper Hillairet et Patrice Rollet et accueillie au Centre Pompidou en 1985. Les éditions, émanation de l’association Paris expérimental, publient alors, de manière autonome, le catalogue de cette rétrospective. Le succès de cette manifestation en France et en Europe permit de rembourser l'élaboration du catalogue et de faire perdurer l'association.
Le deuxième ouvrage publié en 1990 par Paris expérimental est dédié à Peter Kubelka, cinéaste autrichien. Conçu et réalisé par Christian Lebrat, il ouvre la collection « Classiques de l'avant-garde » consacrée à des textes fondateurs et à des monographies d’artistes majeurs. Au fil des ans, la collection « Classiques de l'avant-garde » s’étoffe avec des textes de Frédérique Devaux sur le Lettrisme et le cinéma, la traduction française du livre de Standish D. Lawder sur le cinéma cubiste ou encore les écrits de Germaine Dulac rassemblés par Prosper Hillairet, et bien d'autres. À partir de 1997, débute la collection « Ciné Qua Non », conçue comme des recueils de textes d'auteurs contemporains (écrivains ou cinéastes). On y retrouve des textes de Christian Lebrat (Entre les Images, Cinéma Radical), Yann Beauvais (Poussière d'Image) ou encore Dominique Noguez (Cinéma &), ainsi que Fondu au noir de Guillaume Basquin, essai sur le film à l’heure de sa reproduction numérisée.
En 1997, Paris expérimental édite en coffret (cassettes VHS + livre), Walden (1964-1969) de Jonas Mekas avec Light Cone Vidéo (aujourd'hui Re:Voir) dirigé par Pip Chodorov. Suivent également des coffrets dédiés à Robert Breer et Lost, Lost, Lost de Jonas Mekas.
À partir de 1998 et jusqu'en 2005, Paris Expérimental organise les Journées Ciné Qua Non à la galerie Les Filles du Calvaire, rencontres sur des thèmes tels que le Surréalisme et le cinéma, Marcel Duchamp ou encore La Frontière situationniste, où interviennent chercheurs, critiques et artistes. Les Journées Ciné Qua Non débouchent parfois sur des publications et une nouvelle collection voit le jour : les « Cahiers de Paris Expérimental », dont le format est inspiré d'un cahier d'écolier. Elle rassemble, de 2001 à 2007, 25 numéros dédiés à des points d’histoire de ce cinéma, des films ou des cinéastes.
Christian Lebrat a été commissaire, avec Nicole Brenez, de la rétrospective « Jeune, Dure et Pure ! Une Histoire du cinéma d'avant-garde et expérimental en France », présentée en 2000 à la Cinémathèque française, et dont le catalogue est publié en avril 2001 par Mazzotta. En 2006 débute la collection « Livres d'Artistes » avec des publications de Maurice Lemaître (Écran total, Fin de tournage ?) et Christian Lebrat (Le Temps déroulé, Chez Peter / At Peter's, Holon (1982-2017)).
Paris expérimental a fêté ses 30 ans en 2015 au Centre Pompidou en organisant projections, rencontres et interventions.

### Chronologie des événements
1985-1987
- Centre Georges-Pompidou (Paris) puis itinérance en Europe : Paris vu par le Cinéma d'avant-garde (1923-1983)[9]. Commissaires : Prosper Hillairet, Christian Lebrat et Patrice Rollet
- 110 Films, 40 programmes, des avant-gardes historiques (années vingt) au cinéma expérimental contemporain en passant par : le surréalisme, le réalisme poétique des années trente, le Lettrisme, la Nouvelle Vague, les films d'artistes et l'underground.
- Présentation du 14 novembre au 15 décembre 1985 au musée national d'Art moderne, Centre Georges-Pompidou puis itinérance en 1986 et 1987 dans les villes suivantes : Amsterdam, La Haye, Londres, Copenhague, Budapest, Zagreb, Istanbul, Izmir, Ankara, Barcelone.

1990
- Institut culturel autrichien (Paris)
- Peter Kubelka
- Présentation, le 22 février 1990, du livre et conférence de Christian Lebrat à l'institut culturel autrichien à l'occasion de la sortie de la monographie aux éditions Paris Expérimental.

1997
- Fnac Saint-Lazare (Paris)
- 6e Salon du Livre de Cinéma
- Walden de Jonas Mekas
- A l'occasion de la sortie du coffret (cassettes-vidéo + livre) de Walden (1964-1969), co-édition Paris Expérimental et Light Cone Vidéo.
- Signature par Jonas Mekas du coffret Walden à la Fnac Forum[10].

1998
- Galerie Les Filles du Calvaire (Paris)
- Premières Journées Ciné Qua Non organisées par Prosper Hillairet et Christian Lebrat
- 7 mars : Paul Sharits / Yann Beauvais. Conférences de Nicole Brenez, Christian Lebrat, Yann Beauvais.
- 8 mars : Surréalisme et cinéma. Conférences de Prosper Hillairet et Alain Virmaux

1999
- Galerie Les Filles du Calvaire (Paris), 2es Journées Ciné Qua Non organisées par Prosper Hillairet et Christian Lebrat
- 13 mars : « Déchiffrages » : Kenneth Anger / Formes France 70. Conférence de Pierre Hecker et Prosper Hillairet
- 14 mars : Robert Breer. Conférence de Jennifer Burford et exposition d'œuvres.

2000
- Galerie Les Filles du Calvaire (Paris), troisièmes Journées Ciné Qua Non organisées par Christian Lebrat
- 13 et 14 mars : L'effet Duchamp : autour de Marcel Duchamp et du Cinéma. Conférences de Patrick de Haas, Fabien Danesi, Jean-Jacques Lebel, Dominique Chateau et Michel Vanpeene.
- Cinémathèque Française (Paris), Jeune, Dure et Pure ! Une histoire du cinéma d'avant-garde et expérimental en France[11] ; Commissariat de la rétrospective assuré par Nicole Brenez et Christian Lebrat du 3 mai au 2 juillet 2000 : 400 films, 82 programmes.

2001
- Galerie Les Filles du Calvaire (Paris), 4es Journées Ciné Qua Non organisées par Christian Lebrat
- 17 mars : Émile Vuillermoz, Jean-Claude Rousseau. Conférence de Pascal Manuel Heu et Rencontre avec Jean-Claude Rousseau.
- 18 mars : William Burroughs et le Cinéma. Conférences et présentations de Vincent Deville, Jean-Jacques Lebel et Mark Webber.

2002
- Galerie Les Filles du Calvaire (Paris), 5es Journées Ciné Qua Non organisées par Christian Lebrat
- 23 et 24 mars : La Frontière Situationniste : Cinéma, Politique, Architecture. Conférences de Thomas Y. Levin et Libero Andreotti et Rencontres avec Laurent Chollet et Christophe Bourseiller.

2003
- Galerie Les Filles du Calvaire (Paris), 6es Journées Ciné Qua Non organisées par Christian Lebrat
- Ciné-Manifestes : 1er mars : Maria Klonaris / Katerina Thomadaki. Présentation du travail de Maria Klonaris et Katerina Thomadaki par Christian Gattinoni suivi d'un dialogue avec les artistes.
- 2 mars : Paolo Gioli. Conférence de Sirio Lüginbuhl. Projection et rencontre avec l'artiste.

- 2004 : Galerie Les Filles du Calvaire (Paris)

7es Journées Ciné Qua Non
Exposition-Vente de livres, affiches et œuvres d'art au profit des éditions Paris Expérimental
Œuvres de Gérard Fromanger, Michel Nedjar, Maurice Lemaître, Christian Lebrat, Paolo Gioli et Robert Breer.
14 février : Hommage à Etienne O'Leary présenté par Jean-Pierre Bouyxou et Philipe Bordier
15 février : Hommage à Jonas Mekas
- 2005 : Centre Georges-Pompidou (Paris)

8es Journées Ciné Qua Non
organisées par Christian Lebrat
27 février : MétroBarbèsRochechou Art : Rendez-vous avec Michel Nedjar et Jakobois
Projection en avant-première de la copie restaurée par le Centre Pompidou du film 4 à 4 MétroBarbèsRochechou Art, 1980-1983, du collectif MBRA.
- 2005 : Festival Côté-Court (Pantin)

Dimension Lemaître : Maurice Lemaître et le cinéma (de 1951 à nos jours)
Commissaire : Christian Lebrat
6 programmes et création de La Nuit des (L)Ascars, séance inédite de « cinéma total ».
- 2005 : Forum des Images (Paris)

Paris Expérimental
Carte blanche donnée à Paris Expérimental du 22 au 24 juillet à l'occasion des 20 ans de l'édition dans le cadre du cycle « Paris Insolite »
38 films, 8 programmes composés par Prosper Hillairet, Christian Lebrat et Giovanna Puggioni et présentés par Prosper Hillairet, Christian Lebrat et Dominique Noguez.
- 2015 : Centre Pompidou

« Les 30 ans de Paris Expérimental » : projections, rencontres et interventions.
- 2018 : Galerie Martini & Ronchetti (Gênes)

Maurice Lemaître. Fin de tournage ?
Exposition des 20 tirages de tête du livre, tous uniques, enrichis par l’artiste, et d’un ensemble de photographies historiques.

### Publications

#### Collection «Classiques de l'avant-garde»
- Peter Kubelka, par Christian Lebrat (1990)

- Le Cinéma Lettriste (1951-1991) par Frédérique Devaux (1992)

- Ciné-Journal : Un nouveau Cinéma Américain (1959-1971) par Jonas Mekas (1992)

- Le Cinéma Cubiste par Standish D. Lawder (1994)

- Écrits sur le Cinéma (1919-1937) par Germaine Dulac (1994)

- L'avant-garde cinématographique en France dans les années vingt par Noureddine Ghali (1995)

- Le Grand Jeu et le Cinéma par Alain et Odette Virmaux (1996)

- Les Films « Magicks » de Kenneth Anger par Pierre Hecker (2002)

- Le Cinéma visionnaire : l'avant-garde Américaine (1943-2000) par P. Adams Sitney

- Une Renaissance du Cinéma : le Cinéma « Underground » Américain par Dominique Noguez (2002)

- Écrits sur l'art et le cinéma par Maya Deren (2004)

- Les films Zanzibar et les dandys de Mai 1968 par Sally Shafto (2007)

- Œuvres de Cinéma (1951-2007) par Maurice Lemaître (2007)

- Le Cinéma Futuriste par Giovanni Lista (2008)

- Éloge du Cinéma Expérimental par Dominique Noguez (2010) 3ème édition.

- Le Cinéma de Guy Debord (1954-1992) par Fabien Danesi (2011)

- Fabriques du Cinéma Expérimental par Eric Thouvenel & Carole Contant (2014)

#### Collection «Siné Qua Non»
- Entre les Images par Christian Lebrat (1997)

- Poussière d'Image par Yann Beauvais (1998)

- Le Concert Champêtre par Jean-Claude Rousseau (2001)

- Cinéma Radical par Christian Lebrat (2008)

- Renversements 1 par Érik Bullot (2009)

- Cinéma & par Dominique Noguez (2010)

- Renversements 2 par Érik Bullot (2013)

- Fondu au noir par Guillaume Basquin (2013)

#### Collection «Cahiers Paris Expérimental»
- Pour présenter Stan Brakhage par P. Adams Sitney, n°1, 2001.

- Déclarations de Paris / Statements from Paris par Jonas Mekas, n°2, 2001.

- Afrique 50 par René Vautier, n°3, 2001.

- Les Rapports Vert, Gris, et Vert-de-Gris par Jean-Marc Manach, n°4, 2001.

- Entendre : Voir, Mots par page, Filmographie par Paul Sharits, n°5, 2002.

- L'oeil Pinéal  par André Almuro, n°6, 2002.

- Voir la lumière par James Broughton, n°7, 2002.

- Le Cinéma de la Nouvelle Génération par Jonas Mekas, n°8, 2002.

- Manifestes 1976-2002 par Klonaris / Thomadaki, n°9, 2003.

- Selon mon œil de verre par Paolo Gioli, n°10, 2003.

- Cécile Fontaine par Stefano Masi, n°11, 2003.

- Sur Le Sang d'un Poète de Jean Cocteau, n°12, 2003.

- Le Café-Cinéma Lemaître suivi de 8 Films Lettristes par Maurice Lemaître, n°13, 2003.

- Manuel pour prendre et donner les Films par Stan Brakhage, n°14, 2003.

- Ombre Blanche – Lumière Noire par Eugen Deslaw, n°15, 2004.

- Loin du Vietnam (1967) par Laurent Véray, n°16, 2004.

- Norman McLaren par Raphaël Bassan, n°17, 2004.

- MétroBarbèsRochecho Art par Deke Dusinberre & Christian Lebrat, n°18, 2005.

- Avant toute nouvelle interview par Maurice Lemaître, n°19, 2005.

- Les 20 ans de Paris Expérimental, n°20, 2005.

- Andy Warhol par Patrick de Haas, n°21, 2005.

- Énoncer un Public par le Dojo Cinéma, n°22, 2006.

- Le Film Structurel par P. Adams Sitney, n°23, 2006.

- Entretiens avec Jonas Mekas par Jérôme Sans, Morgan Boëdec et Léa Gauthier, n°24, 2006.

- Cinéma et Abstraction par Raphaël Bassan, n°25, 2007.

#### Collection «Livres d'Artistes»
- Écran Total par Maurice Lemaître (2005)

- Le Temps Déroulé / Time Unreeled par Christian Lebrat (2013)

- Chez Peter / At Peter's par Christian Lebrat (2017)

- Fin de Tournage / Done with Filming par Maurice Lemaître (2017)

- Holon (198-2017) par Christian Lebrat (2018)

#### Hors Collection
- Paris vu par le cinéma d’avant-garde (1923-1983), par Prosper Hillairet, Christian Lebrat et Patrice Rollet (1985)

- Lettres de nulle part  / Letters from knowhere, par Jonas Mekas (2003)

#### Co-éditions
- Coffret Walden de Jonas Mekas, par Christian Lebrat et Pip Chodorov (1997)

- Coffret Recreation de Robert Breer, par Jennifer Burford (1999)

- Coffret Lost, Lost, Lost de Jonas Mekas, par Élodie Imbeau et Pip Chodorov (2000)

- Coffret La Coquille et le Clergyman de Germaine Dulac, par Prosper Hillairet et Alain Virmaux (2009)